# Tiliqua nigrolutea
Tiliqua nigrolutea är en ödleart som beskrevs av Jean René Constant Quoy och Joseph Paul Gaimard 1824. Tiliqua nigrolutea ingår i släktet Tiliqua och familjen skinkar. Inga underarter finns listade i Catalogue of Life. Antagligen är artepitet i det vetenskapliga namnet sammansatt av de latinska orden niger (svart) och luteus (gul). Det kan syfta på färgsättningen.
Denna ödla förekommer i sydöstra New South Wales, södra Victoria och sydöstra South Australia samt på Tasmanien (Australien). Den lever i kulliga regioner som är täckta av öppna skogar med gräs och hed som undervegetation samt i buskskogar. Honor lägger inga ägg utan föder levande ungar.
Några exemplar dödas av frigående hundar. Andra individer fångas och hölls som terrariedjur. Hela populationen bedöms som stor. IUCN listar arten som livskraftig (LC).